# 하우스 오브 더 데드
《하우스 오브 더 데드》(House Of The Dead)는 미국에서 제작된 우베 볼 감독의 2003년 액션, 공포, 스릴러 영화이다. 조나단 체리 등이 주연으로 출연하였고 우베 볼 등이 제작에 참여하였다.

## 출연

### 주연
- 조나단 체리
- 타이런 레잇소
- 클린트 하워드

### 조연
- 오나 그라우어
- 엘리 코넬
- 윌 샌더슨
- 에누카 오쿠마
- 키라 클라벨
- 소냐 살로마
- 마이클 에크런드
- 데이빗 팔피
- 주겐 프로크노

## 기타
- Line PD: 댄 클락
- 미술: 팅크
- 미술효과: 이디 포일
- 소품팀: 피터 스트랫포드
- 의상: 로레인 카슨
- Ass-PD: 댄 세일즈
- Ass-PD: 필립 설커크
- Ass-PD: 조나단 쇼어
- Ass-PD: 맥스 완코
- 배역: 모린 웹

## 같이 보기
- 비디오 게임을 원작으로 한 영화 목록